# Hommage à Callot
Hommage à Callot est une oeuvre peinte par Francis Gruber (1912-1948) en 1942.

## Contexte
Ce tableau a été peint par Francis Gruber en 1942 pour participer ainsi que 29 autres jeunes artistes à l'exposition « Hommage aux anciens » organisée par Jacques Bazaine à la galerie Friedland de Paris. Francis Gruber choisi comme Maître ancien Jacques Callot, artiste lorrain du XVIIe siècle, car il a dépeint dans sa série d'estampes Les Grandes Misères de la guerre les violences imposées à la population pendant la guerre de Trente Ans. Ce célèbre graveur est une figure de la résistance des lorrains aux tentatives d'annexion de la France. De façon similaire, Francis Gruber, asthmatique et donc non mobilisable, lutte à sa façon contre l'envahisseur allemand avec cette œuvre forte dont la portée patriotique était encore plus forte avant le passage à la censure : la femme couchée portait dans sa main un bouquet de fleurs bleue, blanches et rouges. Seules quelques touches tricolores autour de la jeune femme portent le souvenir de cette première version.

## Description
Dans un paysage ravagé par la guerre, une femme inanimée est étendue nue au premier plan. Dans le ciel, des oiseaux rapaces font planer une menace sur une femme fuyant avec son enfant. À gauche une porte sans issue est posée dans le paysage. Devant un arbre mort, au centre du tableau, une chaise porte la reproduction d'une gravure de Jacques Callot de la série des Gueux.